# Anna von Rosen
Anna Maria Eleonore von Rosen, född 17 februari 1956 i Västerleds församling i Stockholm, är en svensk skådespelare.
Anna von Rosen filmdebuterade 1981. Hon har varit engagerad vid Backa Teater och Dramaten. Hon var en av tre tv-hallåor som presenterades när dessa återinfördes under coronapandemin 2020.
Hon är dotter till direktören Jan-Carl von Rosen och Ingrid Bergman, ogift Karlebo, samt halvsyster till Maria von Rosen och dotterdotter till Selim Karlebo. Hon var 1988–1997 gift med Johan Sundelius (född 1959) och 2005–2010 med Bo Ekander (född 1943). Hon har två söner, födda 1989 och 1991.

## Filmografi (ej komplett)
- 1981 – Olsson per sekund eller Det finns ingen anledning till oro
- 1981 – Sally och friheten
- 1982 – Avskedet
- 1986 – Gösta Berlings saga (TV-serie)
- 1986 – På liv och död
- 1986 – Studierektorns sista strid (TV-serie)
- 1989 – Den döende dandyn (TV-serie)
- 1993 – Mannen på balkongen
- 1993 – Sunes sommar
- 1995 – Sista skriket (TV)
- 1996 – Rederiet (TV-serie)
- 1997 – Emma åklagare (TV-serie) (gästroll)
- 1999 – Sherdil
- 2002 – Beck – Okänd avsändare (TV-film)
- 2003 – Paragraf 9 (TV-serie)
- 2004 – Om Stig Petrés hemlighet (TV-serie)
- 2006 – Mäklarna (TV-serie)
- 2006 – Wallander – Den svaga punkten
- 2008 – Livet i Fagervik (TV-serie)
- 2009 – Beck – I stormens öga
- 2010 – Hotell Kantarell (TV-serie)
- 2010 – Våra vänners liv (TV-serie)
- 2011 – Maria Wern - Svart fjäril
- 2011 – Arne Dahl: Misterioso (TV-serie)
- 2012 – Nobels testamente
- 2016–2019 – Finaste familjen (TV-serie)

## Teater

### Roller (ej komplett)
| År   | Roll                                               | Produktion                        | Regi           | Teater   |
| ---- | -------------------------------------------------- | --------------------------------- | -------------- | -------- |
| 1986 | Sylvia Plath                                       | Breven hem                        | John Zacharias |          |
| 1987 | Frances                                            | Mösexan                           | Staffan Roos   | Dramaten |
| 1988 | Anna                                               | Motströmsleken Johan Sundelius    | Eva Bergman    | Dramaten |
| 1991 | Bondfolk                                           | Fröken Julie August Strindberg    | Ingmar Bergman | Dramaten |
| 1994 | Hagar, Devil’s angel Theresa Tormentina, superstar | Goldbergvariationer George Tabori | Ingmar Bergman | Dramaten |
| 1994 | Amalia                                             | Vintersagan                       | Ingmar Bergman | Dramaten |